# Beitar Jerozolima
Mo’adon Kaduregel Beitar Jerozolima (hebr. ‏מועדון כדורגל בית"ר ירושלים‎) – izraelski klub piłkarski z Jerozolimy. Jest jednym z najbardziej utytułowanych klubów piłkarskich w Izraelu (6 tytułów mistrzowskich).

## Historia

### Początki
W roku 1936, dwóch mieszkańców Jerozolimy – Dawid Horn oraz Szemuel Kirschstein – postanowiło założyć lokalną drużynę piłki nożnej. Horn był działaczem prawicowego, młodzieżowego ruchu syjonistycznego Betar – „młodzieżówki” syjonistów rewizjonistów (liberalni nacjonaliści). Do dziś fani Beitaru sympatyzują z partiami prawej strony sceny politycznej, m.in. ugrupowaniem Likud. Założyciele klubu postanowili, że głównymi hasłami klubu będą słowa „Hadar” (szacunek dla samego siebie) i „Hod” (Chwała). Kadra Beitaru w początkowej fazie istnienia klubu składała się w całości z członków Betaru włączając w to Chaima Corfu (który w przyszłości został ministrem prawicowego rządu).

## „Nowy” Beitar
W 2005 roku po przejęciu klubu przez Gaidamaka, Beitar Jerozolima stał się drużyną o największym w Izraelu budżecie. Przed sezonem sprowadzono do Jerozolimy piłkarzy o świetnej marce, nie tylko w Europie ale i na świecie, takich jak Jerome Leroy, Fabrice Fernandes czy David Aganzo. Na stanowisko trenera zatrudniono Luisa Fernándeza – byłego szkoleniowca m.in. Paris Saint-Germain, Athletic Bilbao i RCD Espanyolu. Beitar zakończył rozgrywki sezonu 2005/2006 na 3. miejscu w lidze, kwalifikując się zarazem do Pucharu UEFA.
Przed sezonem 2006/2007 nastąpiły w klubie kolejne zmiany, trenerem został były mistrz świata z roku 1978 – Osvaldo Ardiles, a do Beitaru sprowadzono m.in. Dereka Boatenga i Micha’ela Zandberga.
Po kilku miesiącach oraz niepowodzeniach w lidze i Pucharze UEFA, zwolniono argentyńskiego szkoleniowca, a na jego miejsce przyszedł Josi Mizrachi – legenda jerozolimskiego klubu.
W sezonie 2008/2009 Beitar grał w kwalifikacjach do Ligi Mistrzów UEFA, gdzie w drugiej rundzie spotkał się z Wisłą Kraków. Beitar pierwszy mecz wygrał 2:1, natomiast w rewanżu górą była Biała Gwiazda, która wygrała aż 0:5. Nie był to pierwszy mecz Beitaru z polską drużyną. W pierwszej rundzie kwalifikacji do Ligi Mistrzów w sezonie 1993/1994 Beitar trafił na Lecha Poznań. Izraelski klub przegrał w dwumeczu aż 2:7 (2:4 w meczu domowym i 0:3 w meczu wyjazdowym).
Kibicem Beitaru jest m.in. amerykański aktor Adrien Brody.

## Osiągnięcia
- Mistrzostwo Izraela (6x): 1986/1987, 1992/1993, 1996/1997, 1997/1998, 2006/2007, 2007/2008
- Puchar Państwa Izrael (8x): 1975/1976, 1978/1979, 1984/1985, 1985/1986, 1988/1989, 2007/2008, 2008/2009, 2022/23
- Superpuchar Izraela: 1976, 1986
- Puchar Lilian: 1985/1986
- Puchar Toto: 1997/1998
- Puchar Pokoju (w Rzymie, Włochy): 2000
- Mini Football Championship: 1988

## Europejskie puchary
Legenda do wszystkich tabel:
- Q – runda eliminacyjna, 1/16, 1/8, 1/4, 1/2 – odpowiednia faza rozgrywek, Grupa – runda grupowa, 1r gr – pierwsza runda grupowa, 2r gr – druga runda grupowa, F – finał, R – runda, PO – play-off
- k. – rzuty karne, los. – losowanie, Dogr. – dogrywka, w. – zasada bramek strzelonych na wyjeździe

| Sezon   | Rozgrywki               | Runda    | Przeciwnik          | Dom     | Wyjazd  | Ogólnie    |
| ------- | ----------------------- | -------- | ------------------- | ------- | ------- | ---------- |
| 1993/94 | Liga Mistrzów           | Q        | Zimbru Kiszyniów    | 2–0     | 1–1     | 3–1        |
| 1993/94 | Liga Mistrzów           | 1R       | Lech Poznań         | 2–4     | 0–3     | 2–7        |
| 1995    | Puchar Intertoto        | Grupa 10 | Royal Charleroi     | 0–1     |         | 5. miejsce |
| 1995    | Puchar Intertoto        | Grupa 10 | Bursaspor           |         | 0–2     | 5. miejsce |
| 1995    | Puchar Intertoto        | Grupa 10 | FC VSS Košice       | 3–5     |         | 5. miejsce |
| 1995    | Puchar Intertoto        | Grupa 10 | Wimbledon           |         | 0–0     | 5. miejsce |
| 1996/97 | Puchar UEFA             | 1Q       | Floriana FC         | 3–1     | 5–1     | 8–2        |
| 1996/97 | Puchar UEFA             | 2Q       | FK Bodø/Glimt       | 1–5     | 1–2     | 2–7        |
| 1997/98 | Liga Mistrzów           | 1Q       | Siłeks Kratowo      | 3–0     | 0–1     | 3–1        |
| 1997/98 | Liga Mistrzów           | 2Q       | Sporting CP         | 0–0     | 0–3     | 0–3        |
| 1997/98 | Puchar UEFA             | 1R       | Club Brugge         | 2–1     | 0–3     | 2–4        |
| 1998/99 | Liga Mistrzów           | 1Q       | B36 Tórshavn        | 4–1     | 1–0     | 5–1        |
| 1998/99 | Liga Mistrzów           | 2Q       | SL Benfica          | 4–2     | 0–6     | 4–8        |
| 1998/99 | Puchar UEFA             | 1R       | Rangers             | 1–1     | 2–4     | 3–5        |
| 2000/01 | Puchar UEFA             | Q        | WIT Georgia Tbilisi | 1–1     | 3–0     | 4–1        |
| 2000/01 | Puchar UEFA             | 1R       | PAOK FC             | 3–3     | 1–3     | 4–6        |
| 2006/07 | Puchar UEFA             | 2Q       | Dinamo Bukareszt    | 1–1     | 0–1     | 1–2        |
| 2007/08 | Liga Mistrzów           | 2Q       | FC Kopenhaga        | 1–1     | 0–1     | 1–2, Dogr. |
| 2008/09 | Liga Mistrzów           | 2Q       | Wisła Kraków        | 2–1     | 0–5     | 2–6        |
| 2015/16 | Liga Europy             | 1Q       | Ordabasy Szymkent   | 2–1     | 0–0     | 2–1        |
| 2015/16 | Liga Europy             | 2Q       | Royal Charleroi     | 1–4     | 1–5     | 2–9        |
| 2016/17 | Liga Europy             | 1Q       | Sloboda Tuzla       | 1–0     | 0–0     | 1–0        |
| 2016/17 | Liga Europy             | 2Q       | Omonia Nikozja      | 1–0     | 2–3     | 3–3, w.    |
| 2016/17 | Liga Europy             | 3Q       | FK Jelgava          | 3–0     | 1–1     | 4–1        |
| 2016/17 | Liga Europy             | PO       | AS Saint-Étienne    | 1–2     | 0–0     | 1–2        |
| 2017/18 | Liga Europy             | 1Q       | Vasas               | 4–3     | 3–0     | 7–3        |
| 2017/18 | Liga Europy             | 2Q       | Botew Płowdiw       | 1–1     | 0–4     | 1–5        |
| 2018/19 | Liga Europy             | 1Q       | Czichura Saczchere  | 1–2     | 0–0     | 1–2        |
| 2020/21 | Liga Europy             | 1Q       | Teuta Durrës        | 0–2 (W) | 0–2 (W) | 0–2 (W)    |
| 2023/24 | Liga Konferencji Europy | 2Q       | PAOK                | 1–4     | 0–0     | 1–4        |
| 2025/26 | Liga Konferencji        | 2Q       | Sutjeska Nikšić     | 5–2     | 2–1     | 7–3        |
| 2025/26 | Liga Konferencji        | 3Q       | Riga FC             | 3–1     | 0–3     | 3–4        |